# Persone di cognome Rodríguez
| Questa pagina contiene informazioni ricavate automaticamente dalle voci biografiche con l'ausilio del template Bio e di un bot. L'aggiornamento è periodico e automatico e ricostruisce completamente la pagina. Se manca una persona in questa lista, sei pregato di non aggiungerla, ma accertati piuttosto che la sua voce biografica contenga il template Bio e che i dati anagrafici siano correttamente compilati. Se il template Bio manca, inseriscilo tu stesso o, in alternativa, metti l'avviso {{tmp\|Bio}} che ne segnala la mancanza. Se i dati riportati sono sbagliati, correggi direttamente la voce biografica; le modifiche saranno visibili in questa lista entro pochi giorni. Per chiarimenti vedi il progetto antroponimi. La lista contiene solo le 107 persone che sono citate nell'enciclopedia e per le quali è stato implementato correttamente il template Bio. Pagina aggiornata al 7 ago 2025. |

Questa è una lista di persone presenti nell'enciclopedia che hanno il cognome Rodríguez, suddivise per attività principale.

## Allenatori di calcio(3)
- Edson Rodríguez, allenatore di calcio e ex calciatore venezuelano (n. 1970)
- Ramón Julián Rodríguez, allenatore di calcio e ex calciatore paraguaiano (Asunción, n. 1939)
- Vicente Cayetano Rodríguez, allenatore di calcio e ex calciatore argentino (n. 1950)

## Allenatori di tennis(1)
- Martín Rodríguez, allenatore di tennis e ex tennista argentino (Córdoba, n. 1969)

## Arcivescovi cattolici(1)
- Fermín Emilio Sosa Rodríguez, arcivescovo cattolico messicano (Izamal, n. 1968)

## Attori(9)
- Tomas Milian, attore cubano (L'Avana, n. 1933 - Miami, † 2017)
- Adam Rodríguez, attore, sceneggiatore e regista statunitense (Yonkers, n. 1975)
- Enric Rodríguez, attore spagnolo
- Ezequiel Rodríguez, attore argentino (n. 1977)
- Freddy Rodríguez, attore statunitense (Chicago, n. 1975)
- Israel Rodríguez, attore spagnolo (Madrid, n. 1982)
- Marco Rodríguez, attore statunitense (Los Angeles, n. 1953)
- Miguel Ángel Rodríguez, attore argentino (Buenos Aires, n. 1960)
- Ramón Rodríguez, attore portoricano (Río Piedras, n. 1979)

## Attrici(2)
- Sol Rodríguez, attrice argentina (Buenos Aires, n. 1990)
- Jeannette Rodríguez Delgado, attrice venezuelana (Caracas, n. 1961)

## Calciatori(49)
- Clemente Rodríguez, ex calciatore argentino (Buenos Aires, n. 1981)
- Jesús Rodríguez, ex calciatore venezuelano (n. 1968)
- Mario Rafael Rodríguez, ex calciatore guatemalteco (Città del Guatemala, n. 1981)
- Mario César Rodríguez, ex calciatore honduregno (Potrerillos, n. 1975)
- Maxi Rodríguez, ex calciatore argentino (Rosario, n. 1981)
- Eduardo Enrique Rodríguez, calciatore argentino (n. 1918 - La Plata, † 2000)
- Julio Pablo Rodríguez, ex calciatore uruguaiano (Juan Lacaze, n. 1977)
- Luis Miguel Rodríguez, calciatore argentino (San Miguel de Tucumán, n. 1985)
- Patricio Julián Rodríguez, calciatore argentino (Quilmes, n. 1990)
- Perfecto Rodríguez, calciatore e allenatore di calcio argentino (n. 1933 - † 2013)
- Agapito Rodríguez, ex calciatore peruviano (n. 1965)
- Agustín Rodríguez, calciatore argentino (Lomas de Zamora, n. 2004)
- Alexis Rodríguez, calciatore argentino (Rosario, n. 1996)
- Axel Rodríguez, calciatore argentino (Bahía Blanca, n. 1997)
- César Eduardo Rodríguez, ex calciatore peruviano (n. 1967)
- Denis Rodríguez, calciatore argentino (Rosario, n. 1996)
- Diego Matías Rodríguez, calciatore argentino (Buenos Aires, n. 1989)
- Ezequiel Rodríguez, calciatore argentino (San Miguel de Tucumán, n. 1990)
- Fernando Rodríguez, calciatore argentino (Villa Gobernador Gálvez, n. 2000)
- Francesc Rodríguez, calciatore, allenatore di calcio e dirigente sportivo spagnolo (Barcellona, n. 1934 - † 2022)
- Félix Rodríguez, ex calciatore nicaraguense (Bluefields, n. 1984)
- Gabriel Nicolás Rodríguez, ex calciatore argentino (Buenos Aires, n. 1989)
- Gonzalo Rodríguez, calciatore argentino (Aguilares, n. 1990)
- Gregorio Rodríguez, calciatore uruguaiano
- Gregorio Rodríguez, calciatore argentino (Córdoba, n. 2000)
- Guido Rodríguez, calciatore argentino (Sáenz Peña, n. 1994)
- Ignacio Rodríguez, calciatore argentino (Lomas de Zamora, n. 2002)
- Jay Rodriguez, calciatore inglese (Burnley, n. 1989)
- Joao Rodríguez, calciatore colombiano (Cali, n. 1996)
- Jonathan Joel Rodríguez, ex calciatore argentino (Marcos Juárez, n. 1994)
- Jorge Agustín Rodríguez, calciatore argentino (Mendoza, n. 1995)
- Jorge Rodríguez, ex calciatore messicano
- José Adolfo Rodríguez, calciatore argentino (Buenos Aires, n. 1922)
- José Antonio Rodríguez, calciatore cubano (L'Avana, n. 1912 - Santiago di Cuba, † 1978)
- Memo Rodríguez, calciatore statunitense (Wharton, n. 1995)
- Juan José Rodríguez, ex calciatore costaricano (n. 1967)
- Juan José Rodríguez, calciatore argentino (General Galarza, n. 1937 - Buenos Aires, † 1993)
- Juan Gabriel Rodríguez, calciatore argentino (General Alvear, n. 1994)
- Lucas Nahuel Rodríguez, calciatore argentino (Buenos Aires, n. 1993)
- Lucas Rodríguez, calciatore argentino (Florencio Varela, n. 1997)
- Luis Antonio Rodríguez, ex calciatore argentino (Necochea, n. 1985)
- Matías Rodríguez, calciatore argentino (San Luis, n. 1986)
- Matías Ezequiel Rodríguez, calciatore argentino (Pablo Podestá, n. 1993)
- Pedro Rodríguez, calciatore uruguaiano (Montevideo, n. 1928)
- Raymundo Rodríguez, calciatore messicano (n. 1905)
- Santiago Rodríguez, calciatore argentino (Arizona, n. 1997)
- Sebastián Francisco Ramírez, calciatore argentino (San Pedro, n. 2000)
- Thomas Rodríguez, calciatore cileno (Santiago del Cile, n. 1996)
- Ángel Luis Rodríguez, ex calciatore panamense (n. 1976)

## Calciatrici(1)
- Yamila Rodríguez, calciatrice argentina (Posadas, n. 1998)

## Cardinali(1)
- Pedro Rodríguez, cardinale e vescovo cattolico spagnolo (Castiglia - Avignone, † 1310)

## Cestiste(2)
- Edelvis Rodríguez, cestista argentina († 2007)
- Karina Rodríguez, ex cestista argentina (n. 1972)

## Cestisti(3)
- Héctor Rodríguez, ex cestista messicano (San Antonio, n. 1952)
- Julio Rodríguez, ex cestista argentino (Morón, n. 1966)
- Yaser Rodríguez, ex cestista cubano (Ciego de Ávila, n. 1988)

## Gesuiti(1)
- Alfonso Rodríguez, gesuita spagnolo (Segovia, n. 1531 - Palma di Maiorca, † 1617)

## Giocatori di baseball(1)
- Sean Rodríguez, giocatore di baseball statunitense (Miami, n. 1985)

## Giocatori di calcio a 5(1)
- Wylder Rodríguez, ex giocatore di calcio a 5 guatemalteco (n. 1980)

## Insegnanti(1)
- Cristina Maria Rodríguez, docente statunitense (San Antonio, Texas, n. 1973)

## Modelle(3)
- Jennipher Rodríguez, modella, showgirl e attrice venezuelana (Caracas, n. 1978)
- Mariana Rodríguez, modella, showgirl e attrice venezuelana (Caracas, n. 1991)
- Belén Rodríguez, modella, conduttrice televisiva e showgirl argentina (Buenos Aires, n. 1984)

## Musicisti(1)
- Arsenio Rodríguez, musicista e compositore cubano (Pedro Betancourt, n. 1911 - Los Angeles, † 1970)

## Nuotatori(1)
- Fernando Rodríguez, ex nuotatore peruviano (n. 1963)

## Pallavoliste(1)
- Elina Rodríguez, pallavolista argentina (El Trébol, n. 1997)

## Pallavolisti(2)
- Israel Rodríguez, pallavolista spagnolo (Siviglia, n. 1981)
- Luis Rodríguez, ex pallavolista portoricano (n. 1969)

## Pedagogisti(1)
- Simón Rodríguez, pedagogista, filosofo e insegnante venezuelano (Caracas, n. 1769 - Distretto di Amotape, † 1854)

## Piloti automobilistici(1)
- Gonzalo Rodríguez, pilota automobilistico uruguaiano (Montevideo, n. 1971 - Laguna Seca, † 1999)

## Politiche(1)
- María Isabel Rodríguez, politica e medica salvadoregna (San Salvador, n. 1922)

## Politici(2)
- Antonio Caneda Rodríguez, politico spagnolo (San Xoán de Río, n. 1906 - O Irixo, † 1937)
- Martín Rodríguez, politico argentino (Buenos Aires, n. 1771 - Montevideo, † 1845)

## Procuratori sportivi(1)
- Leonardo Rodríguez, procuratore sportivo e ex calciatore argentino (Lanús, n. 1966)

## Produttrici cinematografiche(1)
- Gabriela Rodríguez, produttrice cinematografica venezuelana (n. 1980)

## Pugili(2)
- Jesse Rodriguez, pugile statunitense (San Antonio, n. 2000)
- Luis Manuel Rodríguez, pugile cubano (Camagüey, n. 1937 - Miami, † 1996)

## Registi(2)
- Hugo Rodríguez, regista cinematografico e produttore cinematografico argentino (Buenos Aires, n. 1958)
- Ismael Rodríguez, regista cinematografico, sceneggiatore e attore messicano (Città del Messico, n. 1917 - Città del Messico, † 2004)

## Rugbisti a 15(1)
- Enrique Rodríguez, rugbista a 15 e allenatore di rugby a 15 argentino (Córdoba, n. 1952)

## Tennisti(2)
- Cristian Rodríguez, tennista colombiano (Bogotà, n. 1990)
- Patricio Rodríguez, tennista e allenatore di tennis cileno (Santiago del Cile, n. 1938 - Miami, † 2020)

## Teologi(1)
- Manuel Rodríguez, teologo portoghese (n. 1551 - † 1619)

## Toreri(1)
- Costillares, torero spagnolo (Siviglia, n. 1746 - Madrid, † 1800)

## Vescovi cattolici(2)
- Felipe Bacarreza Rodríguez, vescovo cattolico cileno (Santiago del Cile, n. 1948)
- Roberto Rodríguez, vescovo cattolico argentino (Temperley, n. 1936 - Jesús María, † 2021)

## Wrestler(3)
- Sicodelico Jr., wrestler messicano (Los Angeles, n. 1976)
- Guillermo Rodríguez, wrestler messicano (San Luis Potosí, n. 1988)
- Ricardo Rodríguez, wrestler statunitense (Los Angeles, n. 1986)

## Senza attività specificata(2)
- Álvaro Rodríguez de Sarria, spagnolo († 1167)
- Diego Rodriguez Porcelos, conte (Cornuta, † 885)